# Bernard Vajdič
Bernard Vajdič (Celje, 18 settembre 1980) è un ex sciatore alpino sloveno specialista delle prove tecniche.

## Biografia

### Stagioni 1996-2006
L'atleta sloveno, residente a Velenje e attivo in gare FIS dal gennaio del 1996, disputò la sua prima gara di Coppa Europa il 15 dicembre 1998 a Obereggen (67º in supergigante). Un anno dopo fece il suo esordio in Coppa del Mondo, il 31 ottobre 1999 nello slalom gigante di Tignes, nel quale però non riuscì a qualificarsi per la seconda manche. Nel febbraio seguente ottenne i primi risultati di rilievo della carriera: ai Mondiali juniores del Québec vinse infatti la medaglia d'argento sia nello slalom gigante, dietro a Georg Streitberger, sia nella combinata.
Durante la stagione 2002-2003 conquistò i primi podi in Coppa Europa (il primo il 28 novembre nello slalom gigante di Levi, nel quale fu 3º), mentre per i primi punti in Coppa del Mondo dovette aspettare il 28 febbraio 2004, quando giunse 26º nello slalom gigante di Kranjska Gora. Esordì ai Campionati mondiali di sci alpino in occasione della rassegna iridata di Bormio/Santa Caterina Valfurva 2005, dove fu 43º nel supergigante, 22º nello slalom gigante e 18º nella combinata, e rappresentò la Slovenia ai XX Giochi olimpici invernali di Torino 2006, piazzandosi 19º nello slalom speciale e non completando lo slalom gigante.

### Stagioni 2007-2006
26º nello slalom gigante e fuori gara nello slalom speciale dei Mondiali di Åre 2007, Vajdič il 17 dicembre 2007 conquistò il suo miglior piazzamento in Coppa del Mondo: 5º nello slalom speciale dell'Alta Badia. Il 26 gennaio successivo colse a Pozza di Fassa il suo ultimo podio in Coppa Europa (2º in slalom speciale), mentre un anno dopo, nel classico slalom speciale di Kitzbühel del 25 gennaio 2009, bissò il suo miglior piazzamento in Coppa del Mondo. In seguito ai Mondiali di Val-d'Isère 2009 - sua ultima presenza iridata - fu 18º nello slalom gigante e non concluse lo slalom speciale.
Anche all'addio olimpico, Vancouver 2010, non completò lo slalom speciale. Lasciata la Coppa del Mondo durante la stagione 2011-2012 (fu per l'ultima volta al cancelletto di partenza in occasione dello slalom speciale di Schladming del 24 gennaio, senza qualificarsi), da allora continuò a gareggiare in competizioni minori (campionati nazionali, gare FIS) fino al definitivo ritiro, nel 2014.

## Palmarès

### Mondiali juniores
- 2 medaglie:
  - 2 argenti (slalom gigante, combinata a Québec 2000)

### Coppa del Mondo
- Miglior piazzamento in classifica generale: 39º nel 2009

### Coppa Europa
- Miglior piazzamento in classifica generale: 9º nel 2006
- 6 podi:
  - 4 secondi posti
  - 2 terzi posti

#### Coppa Europa - gare a squadre
- 1 podio:
  - 1 secondo posto

### Nor-Am Cup
- Miglior piazzamento in classifica generale: 24º nel 2012
- 1 podio:
  - 1 vittoria

#### Nor-Am Cup - vittorie
| Data             | Località | Paese  | Specialità |
| ---------------- | -------- | ------ | ---------- |
| 18 dicembre 2011 | Panorama | Canada | SL         |

Legenda:

SL = slalom speciale

### South American Cup
- Miglior piazzamento in classifica generale: 40º nel 2006
- 1 podio:
  - 1 secondo posto

### Campionati sloveni
- 9 medaglie[2]:
  - 2 ori (combinata[3] nel 2004; slalom speciale nel 2009)
  - 3 argenti (slalom gigante nel 2005; slalom gigante nel 2007; slalom gigante nel 2009)
  - 4 bronzi (slalom gigante nel 2000; slalom speciale nel 2001; slalom gigante nel 2003; slalom speciale nel 2010)